# Oristelle Marx
Pour les articles homonymes, voir Marx.
Oristelle Marx, née le 7 juillet 1971, est une joueuse française de tennis en fauteuil roulant.

## Carrière
Elle participe aux Jeux paralympiques d'été de 1992 et aux Jeux paralympiques d'été de 1996, remportant à chaque fois la médaille de bronze en double dames avec Arlette Racineux.
En 1995, elle remporte l'Open de France à Antony en simple et en double et dispute deux finales en doubles dames dans des tournois Super Series au British Open et au Swiss Open. En 1997, elle perd en finale du British Open en simple contre Chantal Vandierendonck. Elle arrête la compétition en 1998.